# Hospital de Santa Cruz
O Hospital de Santa Cruz (HSC) é uma unidade hospitalar portuguesa, atualmente integrada no Centro Hospitalar Lisboa Ocidental EPE (CHLO). Fica situado na freguesia de Carnaxide, em Oeiras.

## História
O Hospital iniciou a sua atividade em 1980, nas instalações de uma clínica privada criada que se encontrava desativada na sequência da Revolução de 25 de Abril de 1974. A sua criação teve como propósito colmatar as carências na prestação de cuidados diferenciados nas áreas da cardiologia (médica e cirúrgica) e da Nefrologia, situações em que era frequentemente necessário recorrer ao estrangeiro.
Entre os procedimentos em que o Hospital foi pioneiro, destacam-se a realização da primeira angioplastia coronária (1984), do primeiro transplante cardíaco (1986) e do primeiro transplante renal (1985) em Portugal.